# Statues-menhirs du Mas Capelier
Les statues-menhirs du Mas Capelier sont deux statues-menhirs appartenant au groupe rouergat découvertes à Calmels-et-le-Viala, dans le département de l'Aveyron en France.

## Statue n°1
Elle a été découverte en 1886 par le père de l'abbé Hermet en labourant près du Mas Capelier. Elle a été sculptée dans un petit bloc de grès mesurant 0,75 m de hauteur sur une largeur maximale de 0,41 m et une épaisseur de 0,17 m.
C'est l'une des premières statues découvertes, à l'origine de l'intérêt de l'abbé Hermet pour les statues-menhirs. C'est une statue féminine complète plutôt bien conservée. Le visage a été sculpté en relief : nez, yeux et tatouages. Les autres caractères anthropomorphes sont les seins, les bras, les mains, les jambes disjointes, les pieds ; côté postérieur les crochets-omoplates et la chevelure (sous la forme d'une natte) sont représentés. Le personnage porte une pendeloque triangulaire en sautoir et une ceinture.
A proximité du site de sa découverte, l'abbé Hermet a recueilli une hache en cuivre. La statue est conservée au Musée d'archéologie nationale de Saint-Germain-en-Laye.

## Statue n°2
La statue a été découverte par le père de l'abbé Hermet quand celui-ci était enfant. L'abbé Hermet n'a jamais réussi à la retrouver mais il en gardait un souvenir si vif qu'adulte il était encore capable d'en faire un croquis. La statue est considérée comme disparue.